# Vaalharts-irrigatiesysteem
Het Vaalharts-irrigatiesysteem werd in 1934 in Zuid-Afrika opgericht in de omgeving waar de Hartsrivier in de Vaalrivier vloeit, zowat 80 km noordelijk van Kimberley, als onderdeel van het nationale heropbouwprogramma na de Grote Depressie.
Dit is het grootste project in zijn soort ten zuiden van de evenaar en verdeelt water uit de Vaal- en Hartsrivier door middel van kanalen over een groot gebied van 369,5 vierkante kilometer in de Zuid-Afrikaanse provincie Noord-Kaap. Dit gebied was voorheen redelijk droog. Het systeem is genoemd naar de Vaalrivier en de Hartsrivier, waarbij de Vaalrivier de grootste bijdrage levert. Water van een afleidingsstuw in de Vaalrivier, nabij Warrenton, vloeit door een 1.176 km lang netwerk van kanalen. Dit systeem levert irrigatiewater voor in totaal 39.820 ha land, industrieel water voor zes stadjes en andere industriële watergebruikers.
Dit heeft aanleiding gegeven tot de ontwikkeling van dorpen zoals Jan Kempdorp (dat deels in de provincie Noord-Kaap en deels in de provincie Noordwest gelegen is) en Hartswater. De voornaamste verbouwde gewassen zijn graan en pinda's. Het schema was reeds voor het einde van de negentiende eeuw het geesteskind van Cecil John Rhodes, maar werd pas in 1934 verwezenlijkt toen de benodigde wetgeving door het parlement aanvaard was.

## Geschiedenis
In de jaren 1870 heeft men ontdekt dat de Hartsriviervallei lager is gelegen als de bedding van de Vaalrivier bij Veertienstrome. Het rif wat de scheiding vormt tussen de beddingen van de Vaal- en Hartsrivieren, heeft dicht bij Veertienstrome een laag gelegen gedeelte van slechts 8 meter boven de Vaalrivier en vanaf hier kon een kanaal water van de Vaalrivier naar de laaggelegen vallei in die huidige Vaalharts leiden. In 1881/'82 had het Kaapse parlement het gebied reeds laten opmeten met als doel om zo een kanaal te bouwen, maar dit plan heeft men wegens geldtekort laten varen. De voorbereiding voor het Vaalhartsproject is gedurende 1926 en 1927 begonnen. Als gedeeltelijke reactie op het vraagstuk van de armoede onder de blanken werd een commissie ingesteld om oplossingen te bestuderen voor het werkloosheidsprobleem onder blanke boeren. In november 1933 heeft het comité voorgesteld om het Vaalhartsproject gezamenlijk met het Loskop-irrigatiesysteem uit te voeren.
Tijdens de droogte van 1930 was de Vaalrivier opgedroogd en daardoor was de Randse Waterraad genoopt om gezamenlijk met de regering een dam te bouwen bij het punt waar die Vaal- en Wilgerivier samenvloeien. De regering heeft de bouw van de dam goedgekeurd met de bedoeling dat het tevens als waterreservoir kon dienen voor het Vaalhartsproject. Het water afkomstig van de Vaaldam wordt verzameld 675 km stroomafwaarts bij de wegkeringsbank waar dit dan via het hoofdkanaal naar de Hartsriviervallei afgeleid wordt.
De Bloemhofdam levert ongeveer 1.264 miljoen kubieke meter water wat ongeveer overeenkomt met 50% van het water in de Vaaldam. De damwal was zo ontworpen dat dit met drie meter verhoogd kon worden om dan 2.750 miljoen kubieke meter water te leveren. Het Vaalharts-systeem onderscheidt zich door de planning van het kanaalstelsel, met als hoofddeel van het systeem een enkel doorlopend kanaal met een constante afwaartse afvloeiing. Het kanaal is 32 kilometer lang en ongeveer 6 tot 11 meter breed.

## De eerste Boeren
Het Landsdepartement had het grondgebied overgenomen en het opgedeeld in blokken die alfabetisch werden gemerkt van Jan Kempdorp in het zuiden naar Magogong in het noorden. Het zuidelijke deel van Jan Kempdorp is het westkanaalgebied, wat de Hartsvallei genoemd werd.
De eerste 80 boerderijen waren tegen 1938 gereed en een commissie werd ingesteld om de aanzoeken in ontvangst te nemen en te verwerken. De commissie bestond uit een voorzitter, die de opzichter van het irrigatiesysteem was, een secretaris, een streekvertegenwoordiger, een lid van de districtslandraad en de streekbestuurder van het landsdepartement. In april 1938 hebben de eerste boeren hebben zich gevestigd, elk op een perceel van ongeveer 30 morgen, met een twee of drie-slaapkamer woonhuis en schuren. Op elke eenheid was 10 morgen reeds ontbost en de rest moest de boer zelf ontbossen en voorbereiden. Als in acht genomen wordt dat het gebied uiterst ruig begroeid was met kameeldoringbomem, rozijntjebossen, vaalbossen en een verscheidenheid aan struiken, was de taak van ontbossing, slechts met behulp van muilezels of ossen, een veeleisende taak.
Kandidaten jonger dan 50 jaar met een gezin werden verkozen boven ongehuwden. Boeren die hun boerderij hadden verloren als gevolg van onvoorziene omstandigheden werden ook bevoordeeld. Mensen die reeds in loondienst waren getreden kwamen niet in aanmerking en werkloze kandidaten werden ook noodzakelijkerwijs in acht genomen.
Boerderijen in de Blokken A en B werden het eerste toegekend. De nummers van de blokken waren op kaarten opgeschreven in een houder geplaatst. Succesvolle kandidaten werden door het landsdepartement in kennis gesteld om zich te melden bij het kantoor in Andalucia (Jan Kempdorp). Zij moesten dan een genummerde kaart uit de houder trekken om te bepalen wie welke boerderij kreeg. Succesvolle kandidaten werden voorzien van een groep ezels, twee melkkoeien, wagen, harnas, ploeg, gereedschap, zaad en kunstmest. Boeren werden aangesteld voor een testperiode van 2 tot 3 jaar en moesten aan de regering een deel van hun oogstinkomsten betalen voor gebruik van het land. Na 10 jaar konden de boeren de grond aankopen en de daarbij behorende eigendomsbewijzen krijgen.
Het werd de boeren niet toegestaan om werknemers aan te stellen en de hele familie, inclusief de kinderen, nam deel aan de landbouwactiviteiten. Ezels werden door de boeren gebruikt om te ploegen, gereedschap te verslepen, stompen te verwijderen en voor ander algemeen werk. Niemand werd toegelaten om een motorvoertuig te bezitten en wie die wel een bezat was verplicht om de sleutels aan het landsdepartement te overhandigen. De boerderijen zijn op een experimentele wijze begonnen, aangezien zowel de boeren als de voorlichters in het duister tasten wat de aard van het gebied was. Mettertijd heeft zich de levensvatbaarheid van tarwe-, luzerne- en pindateelt bewezen.